# Cybister longulus
Cybister longulus är en skalbaggsart som beskrevs av Gschwendtner 1932. Cybister longulus ingår i släktet Cybister och familjen dykare. Inga underarter finns listade i Catalogue of Life.